# Holotrichia diomphalia
Holotrichia diomphalia är en skalbaggsart som beskrevs av Bates 1888. Holotrichia diomphalia ingår i släktet Holotrichia och familjen Melolonthidae. Inga underarter finns listade i Catalogue of Life.